# Неделен вестник (1942 – 1943)
„Неделен вестник“ (на македонска литературна норма: Неделен весник) е нелегален комунистически вестник на Комунистическата съпротива във Вардарска Македония.
Вестникът е наследник на „Радио билтен“, орган на тетовската организация на Комунистическата партия на Югославия, който се появява в 1941 година и е печатан на гумена ръчна машина, която е използвана за преса. „Неделен вестник“ започва да излиза като орган на тетовската организация през май 1942 година под редакцията на Кузман Йосифовски. Редакцията се помещава в къщата на Драган Спировски, а вестникът е размножаван на циклостил в къщата на Тодор Циповски. От вестника излизат 12 броя, като са запазени само 2.